# Макинтош (Флорида)
Макинтош (енгл. McIntosh) град је у америчкој савезној држави Флорида. По попису становништва из 2010. у њему је живело 452 становника.

## Демографија
Према попису становништва из 2010. у граду је живело 452 становника, што је 1 (0,2%) становника мање него 2000. године.
| Група             | 2000.       | 2010.       |
| Белци             | 432 (95,4%) | 415 (91,8%) |
| Афроамериканци    | 11 (2,4%)   | 8 (1,8%)    |
| Азијати           | 0 (0,0%)    | 4 (0,9%)    |
| Хиспаноамериканци | 7 (1,5%)    | 20 (4,4%)   |
| Укупно            | 453         | 452         |